# Lago Peter Pond
El lago Peter Pond (del inglés: Peter Pond Lake) es un lago glacial de Canadá localizado en el noroeste de la provincia de Saskatchewan, en una región de bosque boreal del Escudo Canadiense perteneciente a la cuenca hidrográfica del río Churchill. El lago estaba en una posición estratégica en la ruta del comercio de pieles hasta el portaje Methye, que conectaba el este de Canadá con las zonas árticas de la cuenca del río Mackenzie. El lago honra la memoria del comerciante de pieles, Peter Pond, miembro fundador de la Compañía del Noroeste, nacido en los Estados Unidos, que estuvo activo en la región y cuyos lagos describió en su mapa de América del Norte de 1785.
El lago tiene forma de óvalo alargado tendiendo hacia el noroeste. Una península, que casi alcanza la orilla oeste, divide el lago en el Gran Peter Pond (las dos terceras partes del norte) y el Little Peter Pond. En la ribera oeste del Little Peter Pond un estrecho istmo lo separa del lago Churchill, formando entre ambos una gran «V». El río La Loche (56 km), que drena el homónimo lago La Loche llega desde el norte, mientras que el río Dillon, con el pueblo de Dillon en su boca, llega desde el oeste. El lago desagua en el lago Churchill a través del canal Kisis en Buffalo Narrows (con 1.137 hab.). Además de Buffalo Narrows y Dillon, hay una pequeña aldea, Michel, en la costa oeste. A la zona se llega por la Highway 155 que pasa a través del Buffalo Narrows.
Originalmente llamados Gran Lago Búfalo (Big Buffalo Lake) y Pequeño Lago Búfalo (Little Buffalo Lake), recibieron luego el nombre de Peter Pond que en 1778 viajó desde el río Churchill vía el lago Beef y el portaje Methy hasta los ríos Clearwater y Athabasca, ya en la vertiente ártica. Old Fort Point, en la ribera occidental, es un recordatorio de un comerciante de la Compañía del Noroeste que invernó allí en 1790-1791.

## Mapas históricos

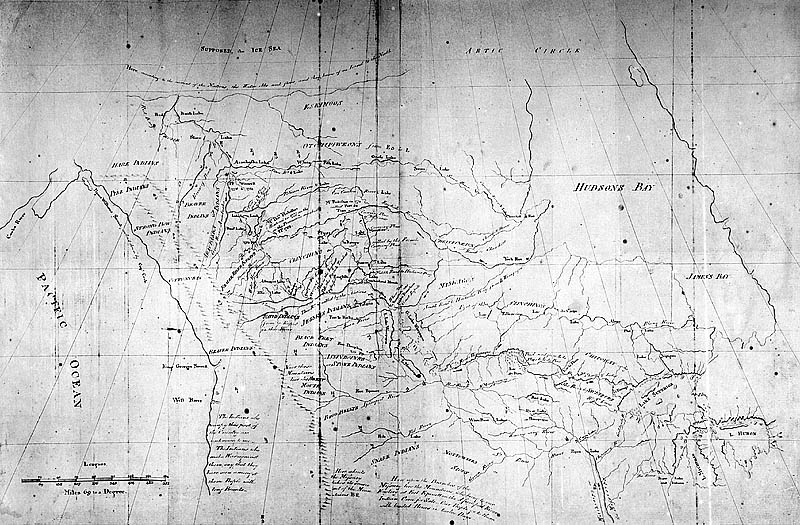
Copia del mapa presentado al Congreso de los Estados Unidos y al vicegobernador de Quebec por Peter Pond, 1785 (Archivos Nacionales de Canadá). En ´´el ya aparece dibujado el lago que ahora lleva su nombre.

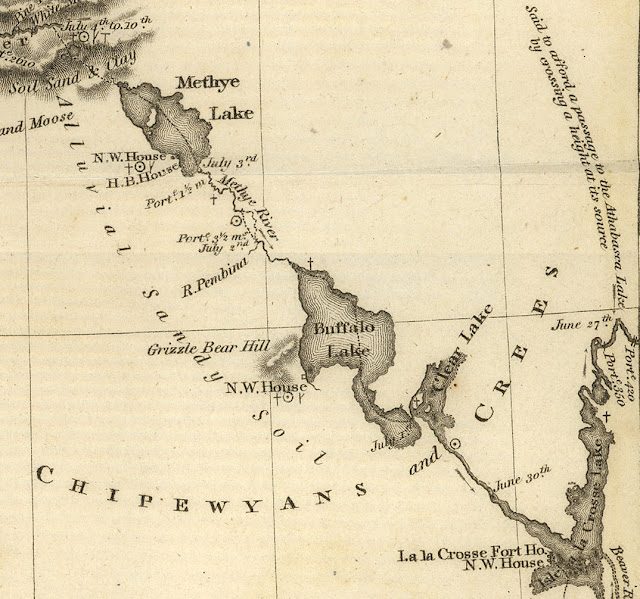
El histórico mapa de la expedición de John Franklin

El mapa de la expedición de John Franklin de 1819-1820 muestra la ruta del comercio de pieles desde el lago Île-à-la-Crosse hasta el río Clearwater. El lago Churchill aparece como lago Clear, con sus límites septentrionales aún desconocidos. El lago La Loche se muestra como lago Methye y el lago Peter Pond como lago Buffalo.

## Especies de peces
Las principales especies de peces en el lago son dorada amarilla, sauger, perca amarilla, lucio, trucha de lago, gran coregano, cisco, lechón blanco, anchoveta blanca y lota.